# جامع المخلفات

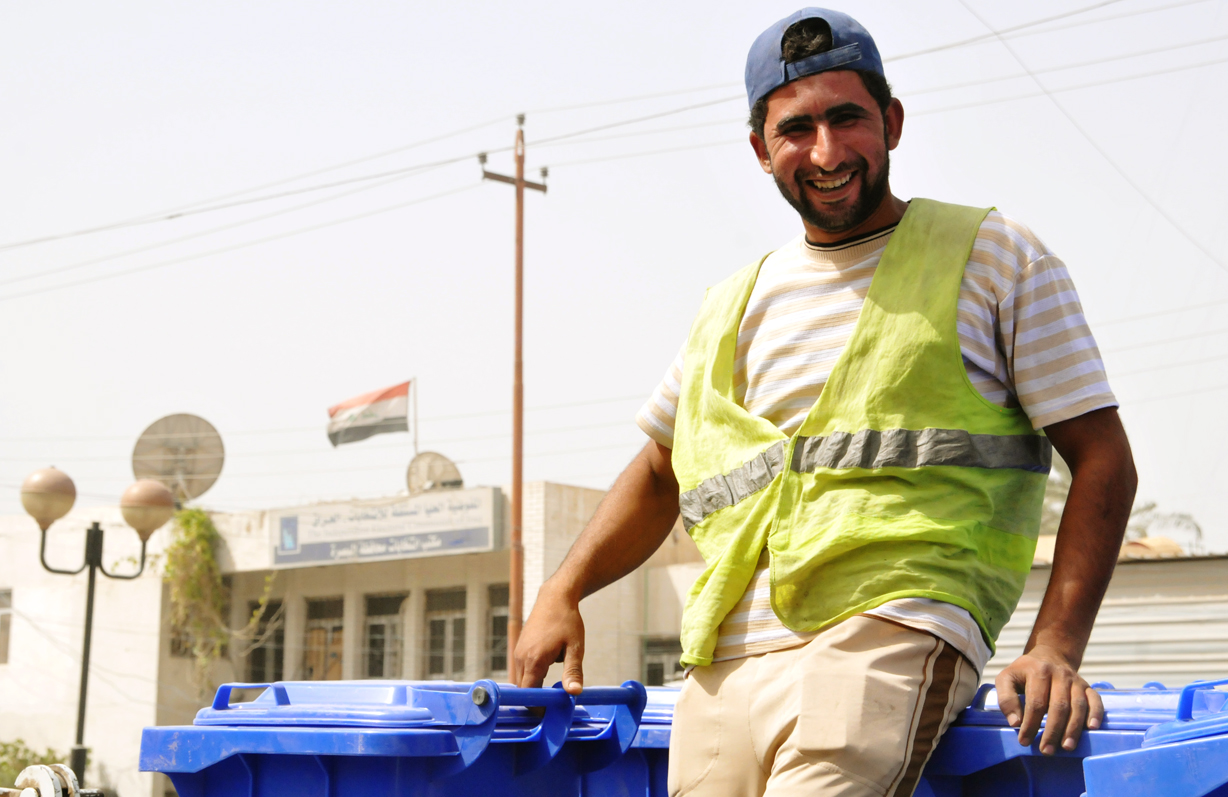
ابتسامة جامع مخلفات عراقي في البصرة، العراق في 1 يوليو 2009.

جامع المخلفات أو جامع النفايات (بالإنجليزية: Waste collector)‏، هو الشخص الذي يعمل في مؤسسة عامة أو خاصة لجمع وإزالة النفايات والمواد القابلة لإعادة التدوير من المواقع السكنية أو التجارية أو الصناعية أو غيرها من المواقع لمعالجتها أو التخلص منها. وكثيراً ما توزع مركبات جمع النفايات المتخصصة التي تضم مجموعة من الوظائف الآلية لمساعدة جامعي النفايات في تقليل وقت التحصيل والنقل والحماية من الأخطار. إن العمل في مجال جمع النفايات وإعادة تدويرها يتطلب جهداً جسدياً ويعرض العمال لعدد من المخاطر المهنية.

## المخاطر
تظهر الإحصاءات أن جمع النفايات تُعد من أخطر الوظائف بل تُعد في بعض الأحيان أكثر خطورة من عمل الشرطة. وتشمل المخاطر أثناء العمل قطع الزجاج المكسور والنفايات الطبية مثل المحاقن. والمواد الكيميائية الخطرة. والأجسام الساقطة من الحاويات الزائدة؛ وبعض الأمراض التي قد تصاحب النفايات الصلبة؛ مثل الأسبست. وعضات الكلاب والهوام؛ واستنشاق الغبار والدخان، والأبخرة الضارة؛ والتعرض لعواصف الطقس، وحوادث المرور، والروائح الكريهة التي تضر بصحة الإنسان.